# Judah Lewis

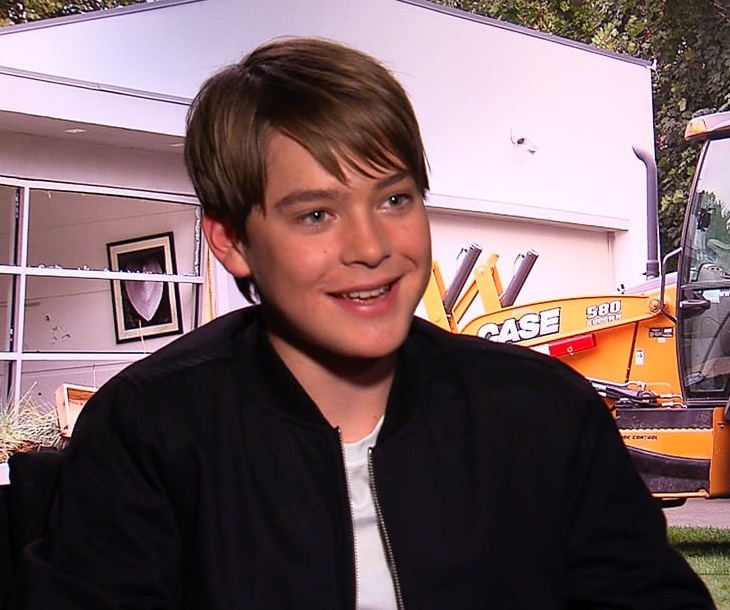
Judah Lewis

Judah Lewis (* 22. Mai 2001) ist ein US-amerikanischer Schauspieler.

## Karriere
Sein Debüt gab er 2014 im Lifetime-Fernsehfilm Deliverance Creek. Im Mai 2015 war er einer der letzten sechs Kandidaten, die bei der Besetzung des Peter Parker in einer geplanten Neuverfilmung des Films Spider-Man in die engere Auswahl kamen, allerdings erhielt Tom Holland diese Rolle. Im Filmdrama Demolition – Lieben und Leben, das im September 2015 beim Toronto International Film Festival Premiere feierte, übernahm Lewis die Rolle des Chris Moreno, den Sohn von Naomi Watts’ Figur Karen.
Für die Neuverfilmung von Gefährliche Brandung von 1991 stand er als junger Johnny Utah (als Erwachsener dargestellt von Luke Bracey) vor der Kamera. Premiere hatte der Film im Dezember 2015. Bekannt wurde Lewis auch unter anderem durch seine Rolle als Cole Johnson in The Babysitter (2017) und The Babysitter: Killer Queen (2020). Hier spielt er einen Teenager der zufällig Opfer einer Blutsekte wird, dass ihm niemand glaubt. Weitere Filme von Lewis waren unter anderem The Christmas Chronicles (2018), I See You (2019), The Christmas Chronicles: Teil zwei (2020), Suitable Flesh (2023).

## Filmografie
- 2014: Deliverance Creek (Fernsehfilm)
- 2014: CSI: Cyber (Fernsehserie, Folge 1x01)
- 2015: Demolition – Lieben und Leben (Demolition)
- 2015: Point Break
- 2016: Game of Silence (Fernsehserie, 5 Folgen)
- 2017: The Babysitter
- 2018: Summer of 84
- 2018: The Christmas Chronicles
- 2019: I See You
- 2020: The Babysitter: Killer Queen
- 2020: The Christmas Chronicles: Teil zwei (The Christmas Chronicles: Part Two)
- 2023: Suitable Flesh
- 2025: Lifeline